# Ера Емілія
«Ера Емілія»— науково-фантастичний роман української письменниці І.І. Мендор, опублікований в 2018 році в друкованому та електронному форматах. Книга відразу була перекладена англійською мовою та видана на Амазон в друкованому та електронному форматах. Мовою оригіналу роман доступний  безкоштовно в електронному вигляді на українському сайті книги. Також роман був перекладений російкою мовою.

## Стислий сюжет
Дивні істоти з’являються на порозі дому Емілії, коли за кілька кілометрів від нього вибухає реактор Чорнобильської атомної станції. Вони залишаються у спорожнілому від радіації і страху місті, виховуючи маленьку дівчинку надлюдиною і відкривають їй знання, що мають назавжди змінити життя на Землі. 
Та що буде, якщо істоти зникнуть так само раптово, як і з’явились? Що трапиться, якщо Земля відчайдушно захищатиме свої секрети? Чи стане Емілія будувати новий Вавилон? 
Коли апокаліпсис стане вчорашнім днем, коли релігія благословить грішників, а наука – мрійників, коли диво стане буденністю, народження – кінцем, а смерть – початком, настане нова ера. Ера Емілія…